# Kirchenordnung

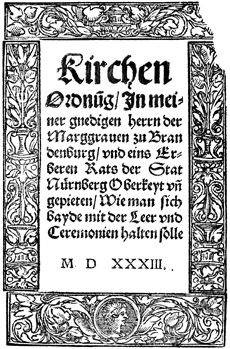
Osianders Kirchenordnung von Brandenburg und Nürnberg 1533

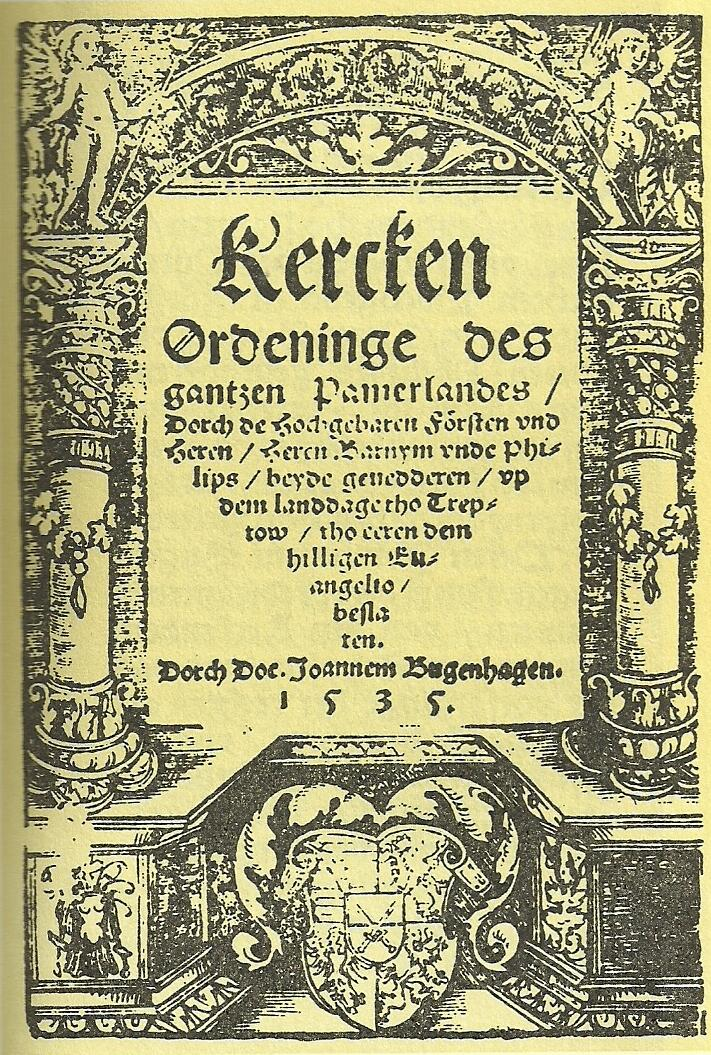
Kirchenordnung von Bugenhagen für Pommern 1535

Kirchenordnung ist in einigen evangelischen Landeskirchen in Deutschland die Bezeichnung für eine Kirchenverfassung (zum Teil unter Einschluss der kirchlichen Lebensordnungen). Daneben ist Kirchenordnung der Fachbegriff für eine genuin neue Gruppe materieller Rechtstexte, die im Gefolge der Reformation entstanden. Ausgehend von Deutschland entstanden dann Kirchenordnungen auch in ganz Europa (z. B. in der Schweiz und in Frankreich als ordonnances ecclésiastiques).

## Geschichte

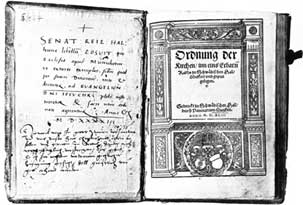
Kirchenordnung von Schwäbisch Hall 1543

In den zur Reformation übergegangenen Städten und Territorien war durch die Ablehnung der bischöflichen und päpstlichen Jurisdiktion und des kanonischen Rechts ein rechtsfreier Zustand entstanden, in den gelegentlich Spiritualisten mit radikal-eschatologischen und egalitären Ideen vorstießen. Die Einführung reformatorischer (evangelischer) Kirchenordnungen markierte den Beginn der Phase einer Konsolidierung.

Revidierte Kirchenordnung für Pommern von 1563

Dazu kam, dass seit dem späten 15. Jahrhundert wegen des Verfalls der kaiserlichen Macht einerseits und des Sittenverfalls innerhalb mancher Teile der katholischen Kirche andererseits viele Landesfürsten schon vor der Reformation Einfluss auf bestimmte Gebiete der Gesetzgebung genommen hatten, die nach damaligem Rechtsverständnis eigentlich in den kirchlichen Bereich gehört hätten (z. B. Dienstaufsicht über die Priester, Eherecht, Armenfürsorge).
Als Schritte auf dem Weg zur Abfassung reformatorisch geprägter Kirchenordnungen sind die Wittenberger Ordnung von 1521 (von Andreas Bodenstein von Karlstadt) und die von Luther modellhaft entwickelte für die Stadt Leisnig entwickelte Leisniger Kastenordnung von 1523 zu nennen. Die 1528 von Martin Luther und Philipp Melanchthon verfassten Ordnungen zur Visitation in Kursachsen stellen einen weiteren Punkt zu einem systematisierten Vorgehen bei der Durchsetzung kirchlicher Ordnung in der von Wittenberg ausgehenden reformatorischen Bewegung dar. Wichtige frühe Kirchenordnungen sind dann die Kirchenordnungen von Johannes Bugenhagen (z. B. für Braunschweig 1528, für Lübeck 1531, für Pommern von 1535 und Wolfenbüttel 1543) sowie die gemeinsame Kirchenordnung der Markgrafschaft Brandenburg und der Reichsstadt Nürnberg von 1533 von Andreas Osiander.
Flächendeckende Verbreitung fanden die Kirchenordnungen allerdings erst nach 1555, als nach dem Augsburger Religionsfrieden die von der lutherischen Reformation geprägten Fürstentümer und Reichsstädte eine reichsrechtlich endgültig gesicherte Stellung ihres Konfessionsstandes erreicht hatten. Dabei wurde oft nicht für jedes Fürstentum oder für jede Stadt eine eigene Kirchenordnung neu verfasst, sondern einige wenige Ordnungen wurden von zahlreichen Territorien mit oft nur wenigen Änderungen übernommen. Besonders einflussreich waren im norddeutschen Raum die von Johannes Bugenhagen verfassten Kirchenordnungen und später die Kirchenordnung für Mecklenburg, 1552 von Philipp Melanchthon redaktionell bearbeitet, sowie in Süddeutschland die für Württemberg 1553 von Johannes Brenz vorgelegte.
Zu erwähnen sind daneben die calvinistisch beeinflusste reformierte Kirchenordnung für die Kurpfalz von 1563 sowie die Beschlüsse des Weseler Konvents von 1568 und der Duisburger Generalsynode von 1610. Auf ihnen beruhen die Kirchenordnungen der reformierten und lutherischen Gemeinden im Bereich der Herzogtümer Jülich und Berg sowie der brandenburgisch regierten Territorien Cleve und Grafschaft Mark von 1662, 1671 und 1687, in denen sich die Prinzipien der presbyterial-synodalen Verfassung weitgehend durchsetzen konnten. Durch die konsistorial-presbyterial-synodale Mischverfassung der Rheinisch-Westfälischen Kirchenordnung von 1835 fanden sie im weiteren Verlauf des 19. Jahrhunderts Eingang in viele nachfolgende Kirchenordnungen.

## Inhalte
Kirchenordnungen regeln heute meistens den Bekenntnisstand, die Zuständigkeiten der Leitungsämter, die Ordinations- und Visitationsvollmacht, die gottesdienstlichen Ordnungen oder auch die Rechte und Pflichten der Gemeinde(mit)glieder und der kirchlichen Amtsträger.
Vor 1918 gehörten vor allem in Deutschland durch die enge Verbindung von „Thron und Altar“ wegen des landesherrlichen Kirchenregiments aber auch weite Bereiche, die heute zum Sozialrecht gehören wie etwa Schulrecht, Armen- und Sozialfürsorge, öffentliche Ordnung (nach damaligem Sprachgebrauch: die „gute Policey“) und besonders auch das Eherecht in den Bereich der „Kirchenordnung“.

## Editionen
Die historisch bedeutsamen Kirchenordnungen der Reformationszeit sind in einer umfassenden Quellenausgabe ediert, die 1902 vom Erlanger Kirchenrechtler Emil Sehling begonnen wurde und später von der Heidelberger Akademie der Wissenschaften betreut wurde. Der Reihentitel lautet „Evangelische Kirchenordnungen des XVI. Jahrhunderts“.